# 1090.
1090. je deseto desetletje v 11. stoletju med letoma 1090 in 1099. 